# NGC 7536
NGC 7536 ist eine Balken-Spiralgalaxie vom Hubble-Typ SBbc im Sternbild Pegasus nördlich der Ekliptik. Sie ist schätzungsweise 217 Millionen Lichtjahre von der Milchstraße entfernt.
Das Objekt wurde am 29. September 1886 von Lewis Swift entdeckt.